# 凸解析
凸解析（とつかいせき）は、凸関数および凸集合を研究する数学の一分野である。最適化理論の領域の中の凸最小化によく応用される。

## 離散凸解析
変数が連続の場合の通常の凸解析を、変数のとる値を離散値（たとえば整数）にした場合のものが「離散凸解析」である。
- 室田一雄：「離散凸解析」、共立出版、ISBN 978-4-32001690-3 (2001年9月13日).
- 室田一雄：「離散凸解析の考えかた：最適化における離散と連続の数理」、共立出版、ISBN 978-4-320-01853-2 (2007年12月20日).
- 田村明久：「離散凸解析とゲ-ム理論」、朝倉書店、ISBN: 978-4-25427553-7 (2009年11月).
- 室田一雄：「離散凸解析と最適化アルゴリズム」、朝倉書店、ISBN 978-4-25411682-3 (2013年6月12日).
- 室田一雄：「離散凸解析のすすめ」、オペレーションズ・リサーチ、2013年6月号，pp.311-317.
- 室田一雄：「離散凸解析：理論の拡大と応用」、丸善出版、ISBN 978-4-62130982-7 (2024年7月30日).